# Cogan: Killing Them Softly
Pour les articles homonymes, voir Cogan.
Pour plus de détails, voir Fiche technique et Distribution.
Cogan: Killing Them Softly ou La Mort en douce au Québec est un thriller américain écrit et réalisé par Andrew Dominik et sorti en 2012. C'est l'adaptation du roman L'Art et la Manière de George V. Higgins.

## Synopsis
À la suite d'un hold-up dans un tripot clandestin tenu par la mafia, Jackie Cogan est missionné pour retrouver et faire un exemple des auteurs.

## Fiche technique
- Titre original : Killing Them Softly
- Titre français : Cogan : Killing Them Softly
- Titre québécois : La Mort en douce
- Réalisation : Andrew Dominik
- Scénario : Andrew Dominik d'après le roman L'Art et la Manière de George V. Higgins
- Musique : Jonathan Elias et David Wittman
- Direction artistique : Beth Mickle
- Décors : Michael Ahern
- Costumes : Patricia Norris
- Montage : Jake Pushinsky
- Photographie : Greig Fraser
- Production : Dede Gardner, Brad Pitt, Paula Mae Schwartz et Steve Schwartz
- Sociétés de production : Annapurna Pictures, 1984 Private Defense Contractors, Chockstone Pictures, Inferno Entertainment et Plan B Entertainment
- Sociétés de distribution :  The Weinstein Company,  Metropolitan Filmexport
- Budget : 18 millions de dollars américains
- Pays de production :  États-Unis
- Langue originale : anglais
- Format : couleur - 35 mm - 2,35:1 - son Dolby numérique
- Genre : thriller, drame
- Durée : 104 minutes
- Dates de sortie
  - France : 23 mai 2012 (avant-première au Festival de Cannes 2012), 5 décembre 2012 (sortie nationale) 
  - États-Unis : 21 septembre 2012
  - Belgique : 3 octobre 2012
- Classification : interdiction aux moins de 12 ans à sa sortie en salles en France

## Distribution

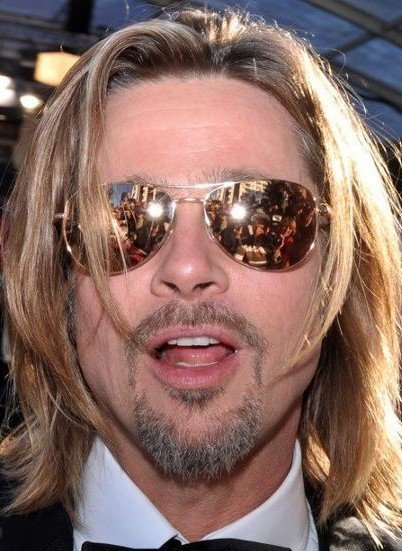
Brad Pitt venu défendre le film au festival de Cannes 2012, en compétition pour la Palme d'Or.

- Brad Pitt (V. F. : Jean-Pierre Michaël ; V. Q. : Alain Zouvi) : Jackie Cogan
- Scoot McNairy (V. F. : Dominique Guillo ; V. Q. : Alexandre Fortin) : Frankie
- Ben Mendelsohn (V. F. : Emmanuel Curtil ; V. Q. : Hugolin Chevrette-Landesque) : Russell
- Richard Jenkins (V. F. : Michel Derain ; V. Q. : Jean-Marie Moncelet) : Chauffeur
- James Gandolfini (V. F. : Patrick Raynal ; V. Q. : Benoit Rousseau) : Mickey
- Ray Liotta (V. F. : Emmanuel Jacomy ; V. Q. : Daniel Picard) : Markie Trattman
- Vincent Curatola (V. F. : Paul Borne ; V. Q. : Marc Bellier) : Johnny Amato
- Trevor Long (V. F. : Gilduin Tissier ; V. Q. : Benoit Éthier) : Steve Caprio
- Max Casella (V. F. : Philippe Bozo) : Barry Caprio
- Sam Shepard (V. F. : Hervé Bellon) : Dillon
- Garret Dillahunt : Eddie Mattie
- Slaine (V. F. : Thierry Bourdon) : Kenny Gill

Sources et légendes : Version française (V. F.) sur RS Doublage et sur AlloDoublage ; Version québécoise (V. Q.) sur Doublage.qc.ca

## Accueil

### Box-office
Au box-office domestique, le film a rapporté 15 millions de dollars et 22,9 millions à l'international, pour un total de 37,9 millions.
Sorti aux États-Unis dans 2 424 salles, Cogan: Killing Them Softly démarre à la septième place du box-office avec un total de 6 812 900 $ de recettes en premier week-end d'exploitation. Pour son second week-end, le film chute en dixième position, avec 2 806 901 $ de recettes, soit un cumul de 11 830 638 $ . Il finit son exploitation en douzième semaine avec un résultat de 15 026 056 $ de recettes.
Sorti en France dans 138 salles, le film démarre en septième position du box-office avec 125 555 entrées en première semaine, puis en seconde semaine, ayant obtenu une salle supplémentaire, le long-métrage chute de six places avec 62 163 entrées, pour un cumul de 187 718 entrées. Au bout de sept semaines d'exploitation, Cogan: Killing Them Softly a enregistré un résultat de 237 451 entrées.

## Distinctions

### Récompense
- Festival international du film de Stockholm : Prix du scénario

### Sélection
- Festival de Cannes 2012 : sélection officielle, en compétition